# Анабатичний вітер
Анабатичний вітер (від грецького anabatos, дієслова anabainein, що означає «рух вгору») — це теплий вітер, який дме вгору по крутому схилу або гірському схилу, що виникає внаслідок нагрівання схилу сонячним випромінюванням. Такий вітер також називають висхідним потоком (англ. upslope flow). Ці вітри зазвичай виникають вдень у тиху сонячну погоду. Пагорб або вершина гори нагрівається Сонцем, який, у свою чергу, нагріватиме повітря трохи вище нього. Повітря на однаковій висоті над сусідньою долиною або рівниною не нагрівається так сильно через більшу відстань до землі під ним.
Повітря над вершиною пагорба стає теплішим, ніж повітря на відповідній висоті навколо неї, і починає підніматися за допомогою конвекції . Це створює область нижчого тиску, в яку стікає повітря з підніжжя схилу, спричиняючи вітер. Для повітря, що піднімається з вершин великих гір, є звичайним явищем, коли воно досягає висоти, де воно адіабатично охолоджується нижче точки роси та утворює купчасті хмари. Це може призвести до дощу або навіть гроз.
Анабатичні вітри особливо корисні для пілотів планерів, які можуть використовувати їх для збільшення висоти польоту апарата. Анабатичні вітри можуть негативно впливати на максимальну швидкість велосипедистів під час спуску. І навпаки, катабатичні вітри — це вітри, що дмуть вниз по схилу, які часто виникають вночі внаслідок протилежного ефекту: повітря поблизу землі втрачає тепло швидше, ніж повітря на аналогічній висоті над прилеглою низиною.